# دینو زاندگو
دینو زاندگو (ایتالیایی: Dino Zandegù؛ زادهٔ ۳۱ مهٔ ۱۹۴۰) دوچرخه‌سوار اهل ایتالیا است. وی در مسابقات جیرو دیتالیا شرکت کرده‌است.